# Bălăbănești (Moldavia)
Bălăbăneşti è un comune della Moldavia situato nel distretto di Criuleni di 3.554 abitanti al censimento del 2004

## Località
Il comune è formato dall'insieme delle seguenti località: (popolazione 2004)
- Bălăbăneşti (2.081 abitanti)
- Mălăieşti (462 abitanti)
- Mălăieşti Noi (1.011 abitanti)